# Deutsche Institute für Textil- und Faserforschung

Logo

Deutsche Institute für Textil- und Faserforschung (DITF) in Denkendorf ist der Name des nach eigener Darstellung größten Textilforschungszentrums in Europa und deckt nach eigener Darstellung als einzige Textilforschungseinrichtung weltweit die gesamte Produktions- und Wertschöpfungskette bei Textilien ab.
Die Institute der DITF bearbeiten Projekte vor allem aus der Chemie, der Materialwissenschaft und der Werkstofftechnik der Textilien.
Die DITF wurden 1921 als „Deutsches Forschungsinstitut für Textilindustrie“ in Reutlingen gegründet und beschäftigen rund 300 Mitarbeiter auf 25.000 Quadratmetern in drei Instituten und Einrichtungen:
- Institut für Textil- und Verfahrenstechnik Denkendorf (ITV)
- Institut für Textilchemie und Chemiefasern Denkendorf (ITCF)
- Zentrum für Management Research (DITF-MR)

Neben den drei Forschungseinrichtungen besteht noch die „ITV Denkendorf Produktservice GmbH“, eine 100%ige Tochtergesellschaft, die Technologietransfer betreibt.
Die DITF ist eine Stiftung öffentlichen Rechts; die Stiftung ist der Dienstaufsicht des Ministeriums für Wirtschaft und Finanzen Baden-Württemberg unterstellt. Bei einem Forschungsvolumen von 21 Millionen Euro jährlich stammen etwa 40 Prozent aus Auftragsforschung für Industriebetriebe, 60 Prozent sind öffentliche Mittel.
Den Vorstand bilden derzeit Michael R. Buchmeiser (Direktor des ITCF), Götz Gresser (Institutsleiter des ITV) und Peter Steiger (Vorstand für Finanzen und Controlling).
Neben dem Vorstand bestehen ein Kuratorium als Aufsichtsorgan und Wissenschaftliche Beiräte zur themenspezifischen Beratung.